# 塔斯嘎尼敖包
塔斯嘎尼敖包（羅馬化：Tasgany Ovoo）是蒙古国乌兰巴托市内的一个敖包。

## 简介
塔斯嘎尼敖包位于乌兰巴托格斯尔庙以北300米处，是一座用石头垒成的敖包。一座12米高的佛教纪念碑准备立在该敖包顶端，这座碑又叫“象头”（羅馬化：Zaany Tolgoi）。